# Длиннорылая кавалла
Длиннорылая кавалла (лат. Carangoides chrysophrys) — вид морских лучепёрых рыб из семейства ставридовых. Максимальная длина тела 72 см. Распространены в тропических и субтропических водах Индо-Тихоокеанской области.

## Описание
Тело овальной формы, сильно сжато с боков. Верхний профиль тела более выпуклый по сравнению с нижним. Высота тела составляет 40—42,6 % стандартной длины тела. Верхний профиль головы плавно снижается, на затылке слегка выпуклый, и идёт прямо до окончания рыла. Окончание верхней челюсти доходит до вертикали, проходящей через середину глаза. Диаметр глаза меньше длины рыла. Ворсинкообразные зубы расположены узкими полосами на обеих челюстях. Ширина лент больше в передней части челюстей. У крупных особей некоторые зубы во внутреннем ряду конической формы. На сошнике зубы расположены пятном яйцевидной формы без срединного выступа. Есть зубы на нёбных костях и языке. На первой жаберной дуге 21—26 (включая рудиментарные) жаберных тычинок, из них на верхней части 5—9 тычинок, а на нижней — 15—18. Два спинных плавника чётко отделены друг от друга. В первом спинном плавнике 8 жёстких лучей, а во втором — один колючий и 18—20 мягких луча. Перед анальным плавником расположены две отдельно сидящие колючки. В анальном плавнике один колючий и 15—17 мягких лучей. Передняя часть лопасти второго спинного плавника короче длины головы, серповидной формы. У молоди передние лучи спинного и анального плавников удлинённые. Грудные плавники длинные и серповидные, но их окончания не доходят до перехода изогнутой части боковой линии в прямую. Хвостовой плавник вильчатый. Передняя часть боковой линии дугообразная, переходит в прямую часть на уровне вертикали, проходящей между 12 и 14 мягкими лучами второго спинного плавника. Хорда изогнутой части длиннее прямой части боковой линии. В изогнутой части боковой линии 86—93 чешуй. Прямая часть боковой линии с 5—14 чешуйками и 20-37 слабыми щитками. Нижняя часть груди до брюшных плавников без чешуи, по бокам груди голая область простирается по диагонали до основания грудных плавников. Позвонков: 10 туловищных и 14 хвостовых.

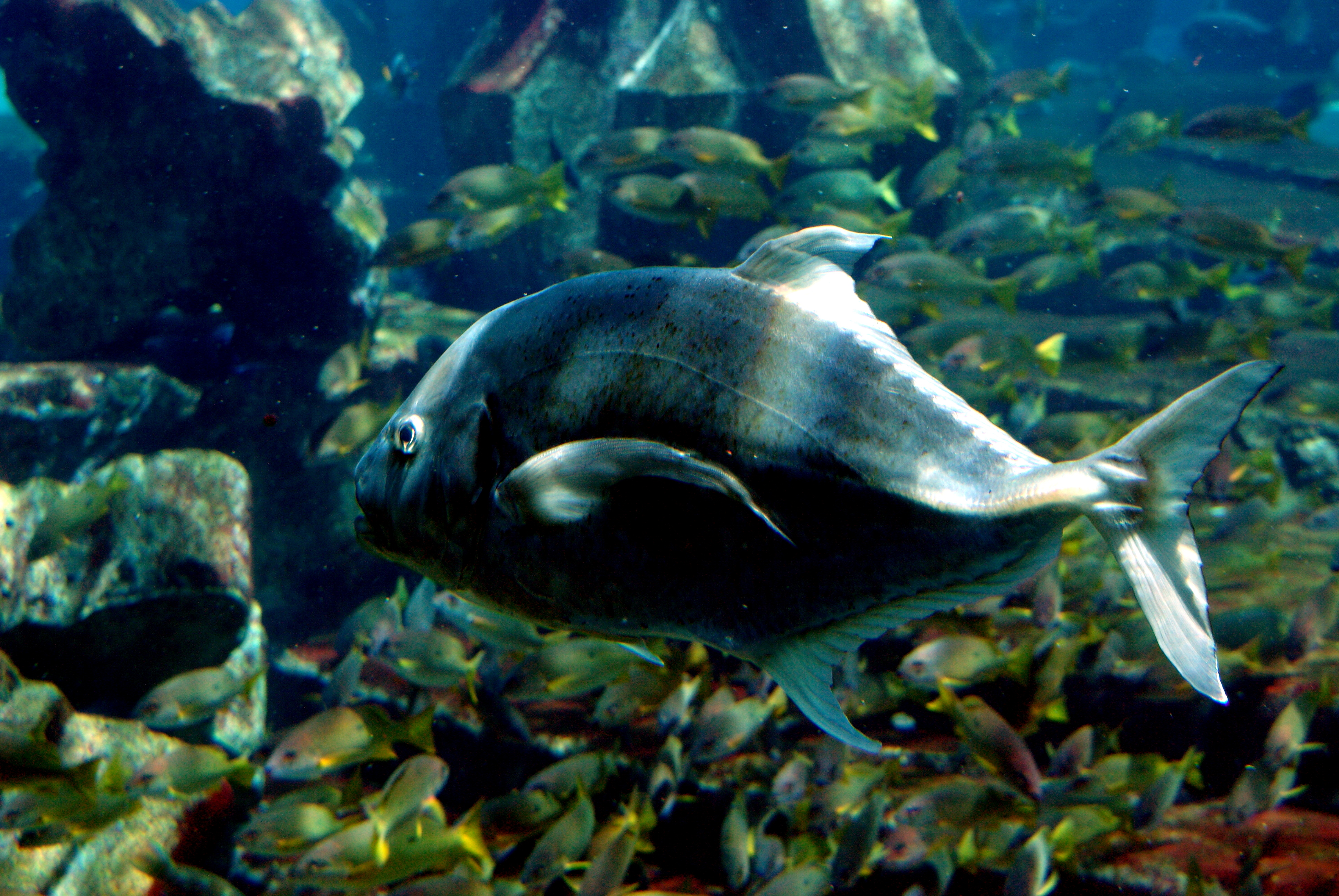

Верхние части головы и тела зеленоватые, нижние части серебристые с желто-зелёным оттенком. Верхний край жаберной крышки с небольшим чёрным пятном. Спинной и анальный плавники варьируются по цвету от беловатого до бледно-жёлтого или тёмного. У оснований мембран мягких лучей анального плавника часто есть белое пятно. Хвостовой и грудные плавники бледные или тёмно-желтого цвета. Крупные взрослые особи иногда очень тёмные, голова и плавники черноватые; возможно это связано с демонстрацией брачной окраски в нерестовый период.
Максимальная длина тела 72 см, обычно до 65 см. Масса тела — до 4,35 кг.

## Биология
Морские бентопелагические рыбы. Обитают на континентальном шельфе на глубине от 30 до 90 м. Молодь предпочитает более мелководные участки, заходит в эстуарии. Питаются придонными рыбами и ракообразными.
Самцы длиннорылой каваллы впервые созревают при средней длине тела 46,9 см в возрасте 4,7 года, а самки — при длине тела 42 см в возрасте 4,1 года. В Аравийское море нерестовый сезон растянут с сентября до февраля. Максимальная продолжительность жизни 16 лет.

## Ареал
Широко распространены в Индо-Тихоокеанской области от юга Африки до Красного моря и Персидского залива, включая Мадагаскар, Реюньон, Маврикий, Коморские и Сейшельские острова вдоль побережья Южной и Юго-Восточной Азии до западной Австралии и Фиджи. На север до островов Рюкю и на юг до Новой Каледонии и Нового Южного Уэльса.